# Kiasma

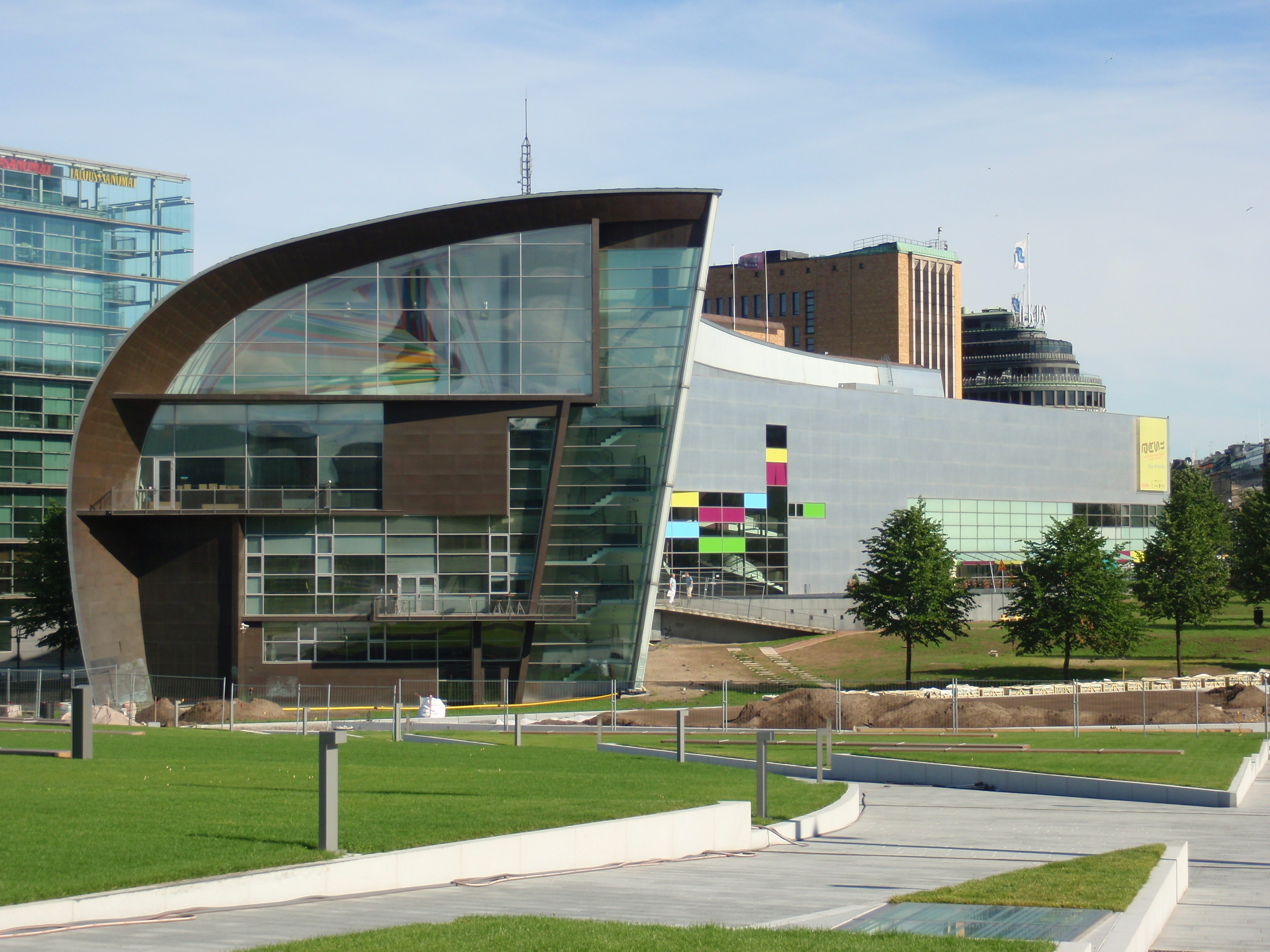
Das Kunstmuseum Kiasma in Helsinki (2011)

Das Kiasma (finnisch: Nykytaiteen museo Kiasma) ist ein Museum für zeitgenössische Kunst an der Mannerheimintie in der finnischen Hauptstadt Helsinki. Kiasma ist die finnisierte Form für den biologischen Begriff „Chiasma“ (Kreuzung) in Anspielung auf das architektonisch-dekonstruktivistische Konzept des Gebäudes. Das Museum beherbergt die Kunstsammlung des Kuratoriums für Gegenwartskunst der Finnischen Nationalgalerie. Botschaft des Museums ist es, moderne Kunst einem breiten Publikum verständlich nahezubringen. Der Schwerpunkt der etwa 8000 Werke umfassenden Sammlung (2021) liegt auf zeitgenössischer Kunst aus Finnland und den angrenzenden Regionen, also Skandinavien, Baltikum und Russland.

## Geschichte
Das Gebäude wurde nach einem umstrittenen Architektenwettbewerb 1992 von dem amerikanischen Architekten Steven Holl konzipiert und realisiert. Der Bau geriet in die öffentliche Kritik, weil die ursprüngliche Ausschreibung ausschließlich an Architekten im nordischen und baltischen Raum gerichtet war. Fünf international bekannte Architekten nahmen teil; aus insgesamt 516 eingereichten Arbeiten ging 1993 der Zuschlag an den Entwurf „Chiasma“ von Steven Holl, den einzigen Amerikaner, der am Wettbewerb teilnahm. Nicht nur die postmoderne Architektur des Gebäudes sorgte für Kritik: auch die Lage des Objekts wurde kontrovers diskutiert und führte zu heftigen, von Unterschriftenaktionen begleiteten Protesten. Nach Meinung der Museumsgegner ist der Neubau zu groß für den Platz zwischen dem Reiterstandbild von Carl Gustaf Emil Mannerheim und dem Hauptpostamt von Helsinki und würde überdies das 1960 errichtete Denkmal des finnischen Nationalhelden verdecken. Ungeachtet dessen war 1996 Baubeginn in der Mannerheimintie. Die Eröffnung des  Kiasma fand am 30. Mai 1998 statt. Die Baukosten betrugen 227 Mio. Finnmark (ca. 38,2 Mio. Euro).
Im Dezember 2020 schloss das Museum, um notwendige Sanierungen an der Fassade und im Innern des Gebäudes vornehmen zu können. Dafür ist ein Etat von etwa 23 Mio. Euro veranschlagt. Das Museum wurde im Frühjahr 2022 wieder eröffnet.

## Architektur

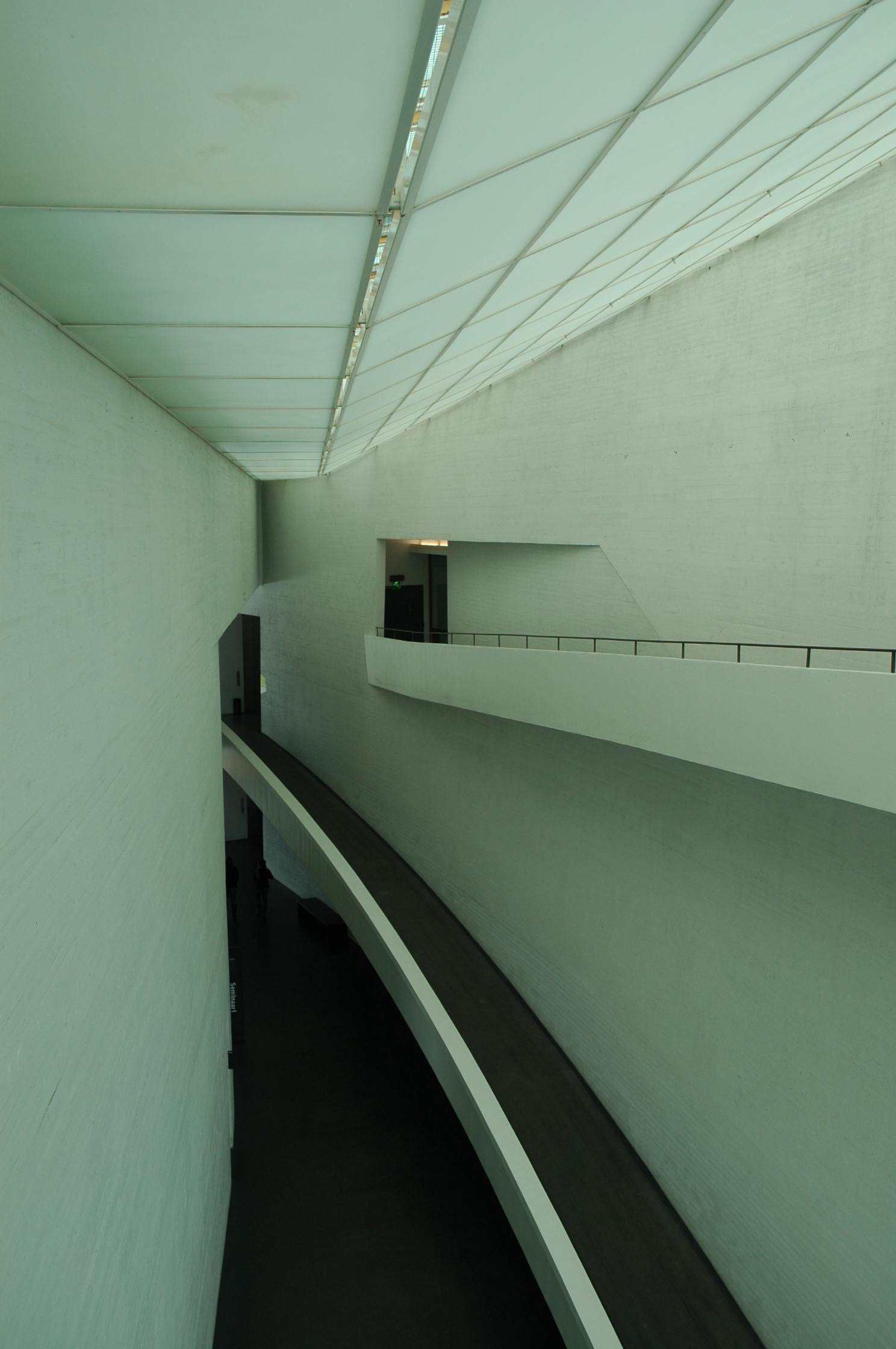
Eingangshalle, aufgenommen aus der zweiten Ebene über dem Eingang; geweißte Stahlbetonsichtwände mit sichtbarer Schalungsstruktur

Das Gebäude besteht aus fünf Etagen mit überlappenden, runden Galerien, die über Rampen, Treppen und Aufzüge erschlossen werden. Die Gesamtnutzfläche beträgt 12.000 Quadratmeter, von denen 9.100 m² Ausstellungszwecken vorbehalten sind. Daneben gibt es ein Auditorium, eine Bibliothek, ein Restaurant und einen Museumsshop.
Die Fassade besteht aus handpoliertem Aluminium und Glas, das Dach aus vorpatiniertem Zink. Neben den gezeigten Kunstwerken ist das Gebäude selbst sehenswert.